# Optisk telegraf
För semaforer på järnväg, se semafor

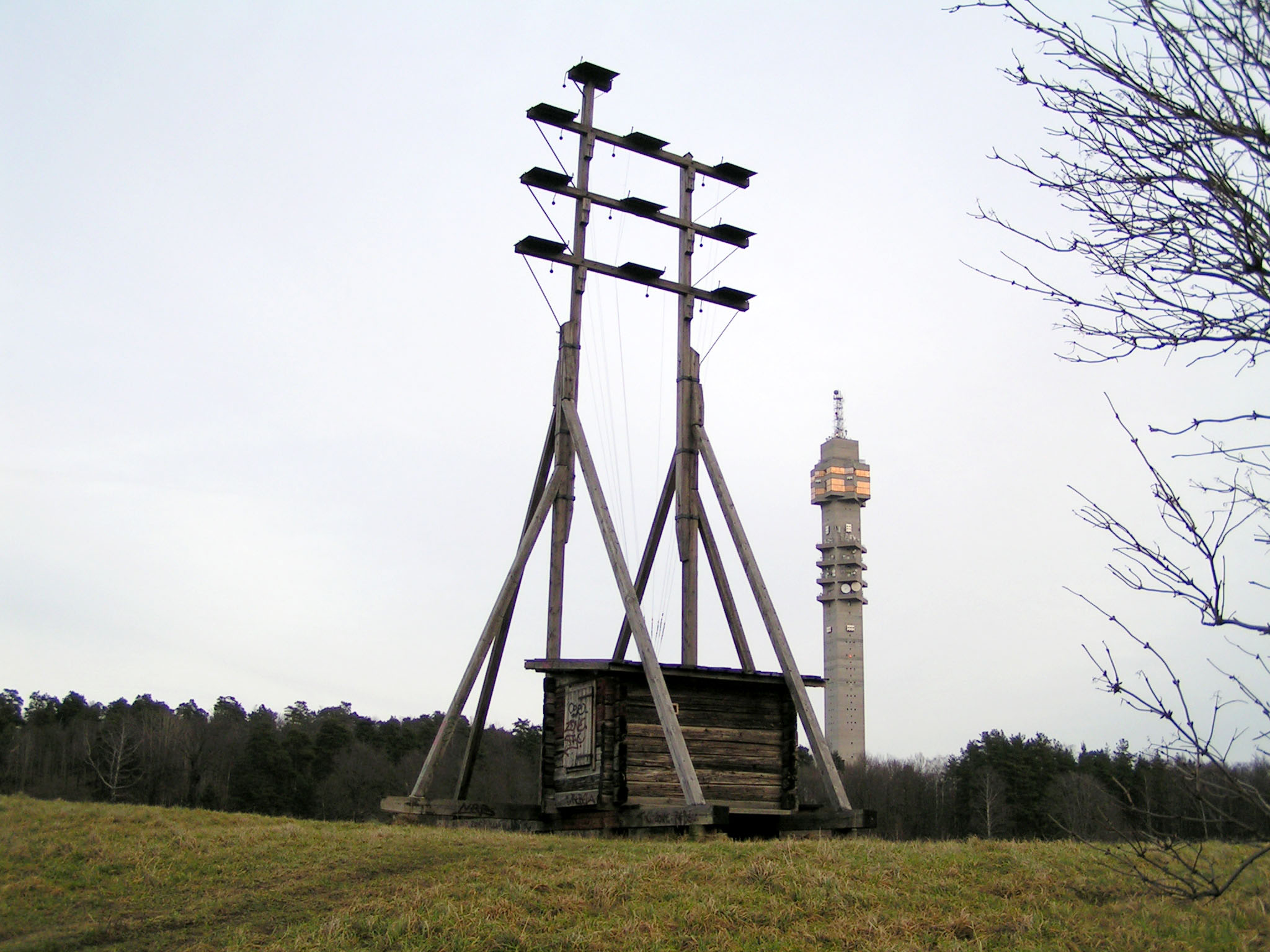
Optisk telegraf på Gärdet vid Tekniska Museet i Stockholm, med Kaknästornet i bakgrunden. Denna telegraf stod på Gärdet 1995-2014 för att återuppföras i Grisslehamn.

Optisk telegraf är en föregångare till elektrisk telegrafi. Den uppfanns 1792 av fransmannen Claude Chappe. Svensken Abraham Niclas Edelcrantz utvecklade en variant av den optiska telegrafen med 10 järnluckor monterade på en mast och som var och en kunde ställas i två lägen, öppet och stängt. Därigenom möjliggjordes 1 024 kombinationer. Systemet bygger på ett binärt system med 10 signalelement.
I slutet av 1700-talet utvecklades optiska telegraflinjer, oftast enbart i statens tjänst. De optiska telegrafstationerna placerades på platser där fri sikt fanns till nästa station, till exempel i skärgårdar. Varje station utgjorde en länk i en kedja och en signal repeterades från en station till nästa, tills den nådde adresstationen. Stationerna, som benämndes telegrafer, var en plats dit man begav sig för att sända sitt meddelande, ett så kallat telegram. Den sista optiska telegraflinjen i Sverige, på Västkusten, upphörde 1881. Namn som Telegrafberget minner än i dag om tidigare platser för optiska telegrafstationer.

## Historia
Telegrafi är överföring av information, till exempel text och symboler över stora avstånd. Ordet telegraf lär ha myntats i slutet av 1700-talet som en bildning av grekiska tele = fjärran och grafein = skriva. Den första idén till en modern optisk telegraf tillskrivs den engelske fysikern Robert Hooke, som 1684 höll ett föredrag i Royal society om sättet att sända meddelanden på långa avstånd genom att använda olika formade föremål, upphängda i ramar på så sätt, att varje föremål betecknade en viss bokstav. Hooks förslag blev emellertid ej praktiskt utförda, lika litet som ett par andra i Frankrike. Först efter franska revolutionen fick den optiska telegrafen praktisk betydelse genom ett av en ung fransk ingenjör, Claude Chappe, 1792 konstruerat system. I Frankrike upprättades också 1793 den första optiska telegraflinjen enligt detta system mellan Paris och Lille, som innefattade 22 stationer.
Chappes system för främst militärt bruk omfattade master med semaforliknande vingar, som kunde vinklas på olika sätt med ett sinnrikt system med linor och trissor. Svensk pionjär var Edelcrantz, som 1794 konstruerade ett mekaniskt system med luckor, som var betydligt snabbare att använda jämfört med det franska systemet.
Det första försöket med optisk telegraf i Sverige genomfördes den 30 oktober 1794 genom att en födelsedagshälsning till kungen skickades från Katarina kyrktorn till Drottningholms slott. Sverige var efter Frankrike först att använda ett optiskt telegrafnät. Andra länder tog efter Edelcrantz lösning; Danmark 1799 med en konstruktion av Lorentz Fisker som ersattes 1811 med en utvecklad variant av Schumacher. Belgien och Holland 1809 med ett system av Antoine Lipkens, Norge samma år med ett system av Ole Olsen.

### Optisk telegraf i Sverige
En omskriven linje gick från fyrplatsen Söderarm i Stockholms yttre skärgård till kungliga slottet i Stockholm med förlängning till Drottningholms slott. En mellanstation låg lämpligt nog vid Vaxholms fästning. Huvuduppgiften var att varna för eventuellt fientligt angrepp över Bottenhavet. Kort efter försöken mellan Stockholm och Drottningholm uppfördes telegraflinjer 1794 till Karlbergs slott samt till Fredriksborgs och Vaxholms fästningar, 1796 till Grisslehamn och över Ålands hav till Eckerö. Därefter etablerades telegraflinjer mellan Göteborg och Marstrand, vid Helsingborg och mellan Karlskrona och dess kringliggande befästningar.
I samband med Finska kriget 1808 byggdes optiska telegraflinjer snabbt ut till viktiga platser på östkusten. Efter freden 1809 fick telegrafnätet förfalla "då man ej hade några viktiga meddelanden att fortskaffa", med undantag av stationerna omkring Göteborg. Under 1830-talet blev den politiska situationen i Europa spänd och svenska regeringen ansåg det nödvändigt att förstärka kustförsvaret. År 1836 befallde därför Karl XIV Johan att de edelcrantzska telegraferna i Stockholms, Göteborgs och Karlskrona skärgårdar skulle återuppbyggas, och då uppsattes även en telegrafkår med militärisk organisation, lydande under chefen för Topografiska kåren. Linjerna från Stockholm, Göteborg och Karlskrona togs åter i bruk och utvidgades dessutom.
Efter att tidigare ha varit reserverad för officiella och militära meddelanden öppnades telegrafen den 1 maj 1837 för allmän korrespondens, något som den visionäre Georg Scheutz hade föreslagit redan 1809.  Den svenska Telegrafinrättningen var det första statliga telegrafföretag i världen som tillät detta. Det nya telegrafnätet fick sin största utsträckning under Krimkriget på 1850-talet, när västmakterna hade flottstyrkor som uppträdde i Östersjön.

### Optisk telegraf i Finland
De optiska telegraferna på Eckerö och i Grisslehamn förstördes av ryska trupper i mars 1808. De återinrättades men förstördes 1809 på nytt av ryska trupper för att inte mera återställas. Under Finska kriget använde de ryska trupperna själva flyttbara, optiska fälttelegrafer. Under Krimkriget fick den fransk-engelska flottans ankomst till Östersjön den ryska krigsledningen att 1854 snabbt bygga ut en optisk telegraflinje från Kronstadt längs Finska vikens norra kust till Drottningberget i Hangö. Följande år förlängdes linjen till Nystad och försågs med flera sidolinjer vid kusten och i skärgården. I augusti 1855 då fredligare förhållanden hade inträtt revs hela systemet på grund av att vädret gjorde funktionen osäker och de stora kostnader som personalen innebar. Den uppgick våren 1855 utöver soldater till 482 personer.

## Funktion
Edelcrantz system bestod av luckor som kunde ställas på kant så att de inte syntes på avstånd (= 0), eller vändas så att de syntes väl (= 1). Läget kunde avläsas på långt avstånd med hjälp av kikare. Den ensamma luckan överst kallades A, de 9 luckorna på de tre armarna under betecknade de tal, som kunde tolkas med hjälp av en kodbok. 
De nio luckorna var utplacerade så att de bildade tre vertikala rader, där en lucka på den övre raden hade värdet 1, en lucka på den mellersta raden hade värdet 2 medan en lucka på den nedre raden hade värdet 4, enligt värdetabellen nedan.
|   | A |   |
| - | - | - |
| 1 | 1 | 1 |
| 2 | 2 | 2 |
| 4 | 4 | 4 |

Den första vertikala raden från höger utmärkte ental, den andra tiotal och den tredje hundratal. Talet 367 signalerades således genom följande luckor vändes så att de syntes
|   | A |   |
| - | - | - |
| 1 | - | 1 |
| 2 | 2 | 2 |
| - | 4 | 4 |

=
| 3 | 6 | 7 |
| - | - | - |

Totalt kunde man på detta sätt signalera 512 olika siffertal (kombinationerna 000 - 777, utom de kombinationer, som innehåller 8:or eller 9:or). Med lucka A ovanför de nio luckorna i talmatrisen kunde detta tal dubbleras, varför man med Edelcrantz telegraf kunde signalera 1 024 olika siffertal.
Med vart och ett av dessa 1 024 siffertal utmärktes en av de mera allmänt förekommande stavelserna eller ord, som sammanställts i tillhörande signalbok. Man kunde även på så sätt signalera varje särskild bokstav. Signaltabellen upptog totalt 20 080 olika uttryck.
Vid god sikt tog det omkring sju minuter att sända ett kort meddelande från huvudstationen vid Mosebacke torg i Stockholm till Furusund via de fem mellanstationerna. Ett meddelande från Stockholm till Gävle tog cirka en halvtimme att få fram, jämfört med en ordonnans som ofta behövde två dagar för samma sträcka.
Optiska telegrafstationer manövrerades och observerades av vakter. Det var ett ansträngande arbete att med kikare hålla kontinuerlig uppsikt på motstationens signaler. Ouppmärksamhet bestraffades hårt! Det gav upphov till en inofficiell kod i kodboken för "privat signalering" mellan vakterna: "Pass på. Inspektör är på väg!" Nattetid och vid dimma blev det förbindelseavbrott.

## Stationernas placering

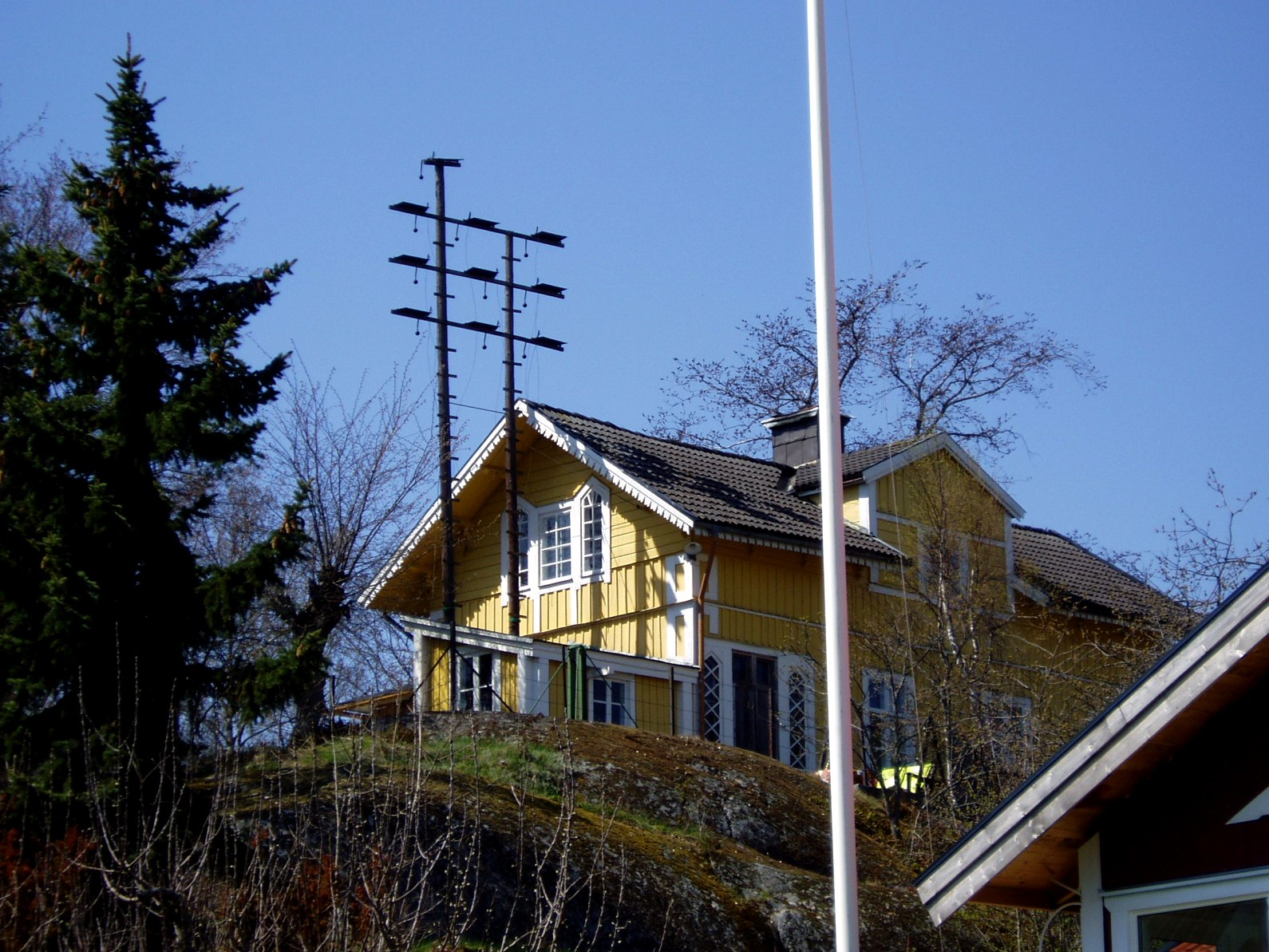
Den optiska telegrafen i Furusund är den enda kvarvarande av de ursprungliga stationerna.

Tabell över optiska telegrafstationer på västra kusten 1799–1881:
| Station i linjen     | Verksamhetstid | Till       | Anmärkningar                       |
| -------------------- | -------------- | ---------- | ---------------------------------- |
| Göteborg             |                |            |                                    |
| Otterhällan          | 1839-05-14     | 1863-11-01 |                                    |
| Stigberget           | 1839-05-14     | 1863-11-01 |                                    |
| Nya Varvet           | 1799           | 1881-09-15 |                                    |
| Torslanda / Hisingen | 1801-04-15     | 1871-07-13 |                                    |
| Marstrand / Karlsten | 1799           | 1871-07-13 | Troligen inlagd i förråd 1823–1824 |
| Brännö               | 1864-07-21     | 1881-09-20 | Sidostation                        |
| Vinga                | 1839-06-01     | 1881-09-15 | Sidostation                        |

Tabell över optiska telegrafstationer på östra kusten 1836–1881:
| Station i linjen             | Verksamhetstid | Till       | Anmärkningar                        |
| ---------------------------- | -------------- | ---------- | ----------------------------------- |
| Stockholm                    |                |            |                                     |
| Mosebacke                    | 1836-06-18     | 1838-09-30 |                                     |
| Bångska huset                | 1838-10-01     | 1866-09-15 |                                     |
| Kammarrättens hus            | 1836-06-18     | 1866-09-15 | Sidostation                         |
| Norra linjen                 |                |            |                                     |
| Kummelnäs                    | 1836-08-09     | 1866-09-15 | Telegrafberget                      |
| Vaxholm                      | 1836-08-09     | 1866-09-15 | (Rindön 1848–1859, Vaxön 1860–1866) |
| Marsättra                    | 1837-06-01     | 1866-09-15 |                                     |
| Siarö                        | 1837-06-01     | 1866-09-15 |                                     |
| Yxlaö                        | 1837-06-01     | 1866-09-15 |                                     |
| Furusund                     | 1837-04-01     | 1871-09-01 | (den enda som finns kvar)           |
| Fårholmen                    | 1854-04-01     | 1871-09-01 |                                     |
| Söderarms båk                | 1854-04-01     | 1871-09-01 | Sidostation                         |
| Arholma båk                  | 1854-04-01     | 1871-09-01 |                                     |
| Södra linjen                 |                |            |                                     |
| Galtberget, Älta             | 1836-06-18     | 1858-08-30 |                                     |
| Trindtorp                    | 1836-06-18     | 1858-12-31 |                                     |
| Smådalarö                    | 1836-06-18     | 1869-08-05 |                                     |
| Dalarö skans                 | 1836-06-18     | 1876-11-01 | Sidostation                         |
| Ornö                         | 1836-06-18     | 1876-01-11 |                                     |
| Älvsnabben                   | 1838-06-06     | 1876-11-01 |                                     |
| Nynäs                        | 1838-06-06     | 1876-11-01 |                                     |
| Landsort                     | 1838-06-06     | 1876-01-01 |                                     |
| Östra linjen, från Trindtorp |                |            |                                     |
| Skälsmara                    | 1836-06-18     | 1869-08-05 |                                     |
| Söderby                      | 1836-06-18     | 1869-08-05 |                                     |
| Sandhamn                     | 1836-06-18     | 1869-08-05 |                                     |

Förutom de redan omnämnda platserna följer här några exempel på platser som vid olika tillfällen ingått i det svenska optiska telegrafnätet:
Bammarboda, Edeby, Väddö, Furusund där den optiska telegrafen kan ses än idag (i privat ägo), Gisslingö, Grisslehamn, Gävle, Järflotta, Nåttarö, Signilskär, Telegrafholmen, Sandhamn, Telegrafberget, Tyresö. "Trindtorp" i tabellen, har en utsiktsplattform på platsen för telegrafstationen.
En styranordning, "regering", för edelcrantzstationer finns utställd i Vaxholms fästnings museum. På Dalarö skans rekonstruerades den optiska telegrafen på den norra udden 1989 liksom på Fredriksborgs fästning. En nybyggd edelcrantzstation installerades på Ladugårdsgärdet utanför Tekniska museet i Stockholm i samband med firandet av 200-årsminnet 1995. 2014 togs den ner och flyttades till Grisslehamn där den nu står på en bergknalle vid Albert Engström Museet. Den optiska telegrafen i Grisslehamn är en replik av den telegraf som byggdes år 1796 på det s.k. Telegrafberget några hundra meter från nuvarande plats.

## I populärkulturen

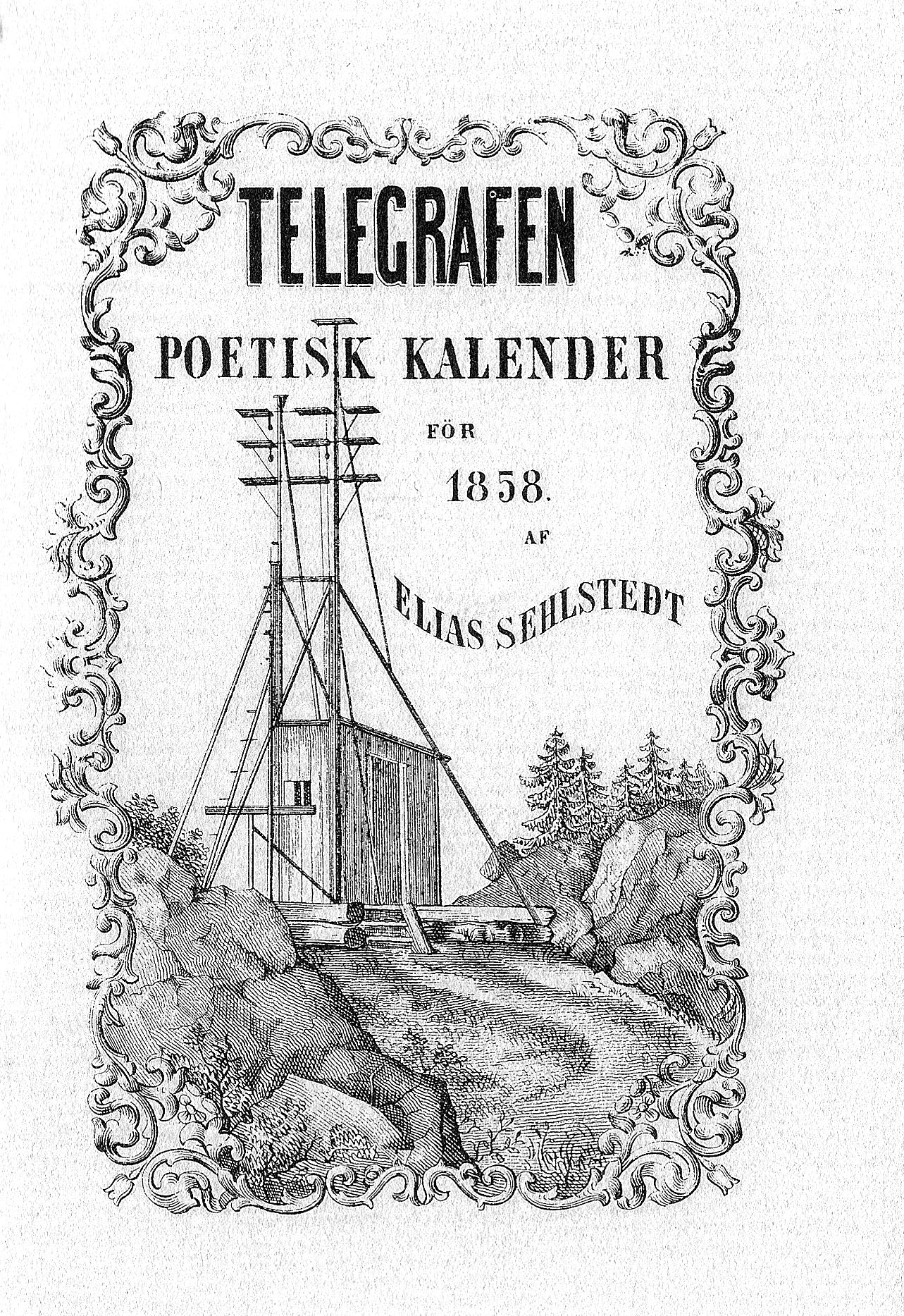
Elias Sehlstedt: Telegrafen

- I Alexander Dumas roman Greven av Monte Cristo används optiska telegrafer i ett finansiellt bedrägeri.
- I boken Hornblower på Hotspur får huvudpersonen i uppdrag att förstöra en fransk optisk telegrafstation.
- I Terry Pratchetts Skivvärlden-serie förekommer semaforerna som ett kommunikationsmedel.